# Herringe Sogn
Herringe Sogn ist eine Kirchspielsgemeinde (dän.: Sogn)
auf der Insel Fyn (dt.: Fünen) im südlichen Dänemark.
Bis 1970 gehörte sie zur Harde Sallinge Herred im damaligen Svendborg Amt, danach zur Ringe Kommune im
Fyns Amt, die im Zuge der  Kommunalreform zum 1. Januar 2007 in der
Faaborg-Midtfyn Kommune in der Region Syddanmark aufgegangen ist.
Im Kirchspiel leben 362 Einwohner, davon 210 im Kirchdorf (Stand: 1. Januar 2023).

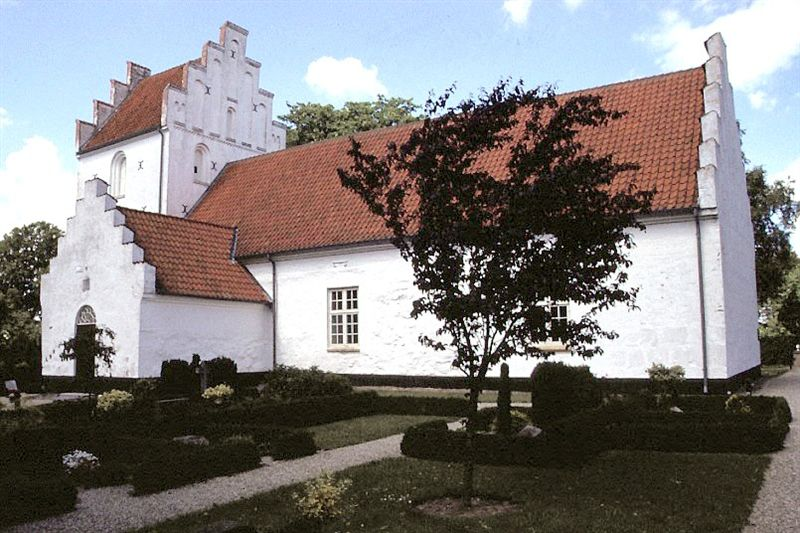
Herringe Kirke

Im Kirchspiel liegt die Kirche „Herringe Kirke“.
Nachbargemeinden sind im Norden und Osten Ringe Sogn, im Südosten Kværndrup Sogn, im Süden Krarup Sogn und im Westen Espe Sogn.
Der Schatzfund von Herringe stammt aus der Wikingerzeit (800–1050 n. Chr.) und wurde 2008 und 2009 ausgegraben.